# Никифор Меліссен
Никифор Меліссен (бл. 1045 — 17 листопада 1104) — політичний та військовий діяч Візантійської імперії.

## Життєпис
Походив з військовиків Вурців та аристократичного роду Меліссенів. Народився близько 1045 року в місті Дорілей (Фригія). Його батько належав до роду Вурців, а мати — Меліссенів. Замолоду отримав титул вестарха. У 1065 або 1066 року пошлюбив представницю знатного роду Комнінів. Невдовзі призначається дукою Триадіци з титулом магістра. Після цього був судією та катепаном Кіпру.
1070 року на посаді іпостратега (заступника головнокомандувача) брав участь у військовому поході на чолі з тестем Мануїлом Комніном проти сельджуків у фемі Арменіакон, але візантійці зазнали нищівної поразки у битві при Себастії. Меліссен разом з Комніном потрапив у полон, але Мануїл переконав сельджуцького очільника Хризоскула перейти на бік імперії. Тому Никифор Меліссен невдовзі повернувся до Константинополя. Слідом за цим у 1071—1076 роках був протопроедром і катепаном якоїсь прикордонної області на Балканах.
У 1077 році залишився вірним імператорові Михайлу VII під час заколоту Никифора Вотаніата. На дяку Меліссена було призначено протопроедром і моностратегом феми Анатолік. Але після перемоги Вотаніата, Никифора Меліссена заслано на о. Кос.
1079 року втік до Малої Азії, де перетягнув на свій бік низку міст, а також отримав військову підтримку з боку сельджуків. На початку 1080 року оголосив себе імператором. До осені 1080 року Меліссена встановив владу над західною та центральною частинами Малої Азії. Для придушення заколоту імператор Никифор III відправив Олексія Комніна, але той відмовився виступати проти шварґа. Тоді проти Меліссена відправлено військо на чолі із євнухом Іоанном. У лютому 1081 року Никифор Меліссен зайняв Нікею. Але невдовзі опинився в облозі імператорських військ. Втім зумів відбити напади та змусити супротивника відступити.
У березні 1081 року зайняв місто Хризополь (на азійському узбережжі Босфорської протоки). Тут довідався про початок повстання проти імператора Олексія Комніна. останньому Меліссен запропонував розділити імперію. При цьому погодився отримати її азійську частину. Але Комнін відмовився, запропонувавши титул цезаря. Після деяких роздумів з огляду на успіху Олексія Комніна Никифор Меліссен погодився, склавши з себе титул імператора. В цей час Никифор III спрямував посланців до Меліссена з пропозицією зайняти Константинополь й стати імператором, але вони не дісталися адресату, оскільки їх було перехоплено Георгієм Палеологом, вірним союзником Комніна.
Після сходження на трон Олексія Комніна отримав титул цезаря, посаду дуки Фессалоніки, а також усі доходи від цього міста пожиттєво. Разом з тим внаслідок союзу з сельджуками багато міст в Іонії, Фригії, Галатії та Віфінії опинилися в руках мусульман. У жовтні 1081 року Никифор Меліссен брав участь у битві при Діррахіумі, де нормани завдали візантійцям нищівної поразки, але зміг врятуватися. 1083 року відіграв важливу роль у битві при Ларисі. він одягнув імператорські шати, ставши в центрі візантійського війська, відтягнувши на себе основні сили італійських норманів, що бажали захопити імператора. В цей час справжній імператор Олексій I завдав раптового удару, завдяки чого ворога було переможено.
З кінця 1080-х років воював проти печенізьких орд. 1087 року керував лівим флангом у битві при Дристрі, де візанттійці зазнали поразки, а Никифор Меліссен потрапив у полон. Того ж року його викупив імператор. Навесні 1091 року вирушив до феми Фракія для набору вояків з болгар та влохів, але запізнився на один день до вирішальної битви з печенігами при Левуніоні. Того ж року брав участь у судовому засіданні в Філіппополі, де розглядалося повідомлення Адріана Комніна про змову його небожа протосебаста і дуки Діррахіума Іоанна з метою повалення імператора Олексія I. Зрештою протосебаста Іоанна було виправдано.
У 1095 році разом з Георгієм Палеологом брав участь у відбиті нападу половців на землі центральної Болгарії в області Берроя. Помер у 1104 році.

## Родина
Дружина — Євдокія, донька Іоанна Комніна, доместка схол Сходу.
Діти:
- Іоанн Комнін Меліссен